# Dimitrij Ovtcharov
Dimitrij Ovtcharov (Kiev, 2 settembre 1988) è un tennistavolista tedesco di origine ucraina.
Suo padre Mikhail (o Mikhaylo), campione sovietico di tennis da tavolo nel 1982, si trasferì con la famiglia in Germania poco dopo la nascita di Dimitrij.
Dal 2008, Ovtcharov ha vinto un totale di due medaglie d'argento e quattro di bronzo alle Olimpiadi, diventando così l'olimpionico maschile più decorato nella categoria tennistavolo in termini di numero di medaglie assegnate. Classificato dal primo gennaio al febbraio 2018, è al nono posto nel mondo dalla International Table Tennis Federation (ITTF) a novembre 2022.

## Palmarès
- Giochi olimpici

Pechino 2008: argento a squadre.
Londra 2012: bronzo nel singolare e a squadre.
Rio de Janeiro 2016: bronzo a squadre.
Tokyo 2020: bronzo nel singolare e argento a squadre
- Mondiali

Mosca 2010: argento a squadre.
Dortmund 2012: argento a squadre.
Tokyo 2014: argento a squadre.
- Europei

Belgrado 2007: oro a squadre e bronzo nel singolare.
San Pietroburgo 2008: oro a squadre
Stoccarda 2009: oro a squadre.
Ostrava 2010: oro a squadre.
Danzica/Sopot 2011: oro a squadre.
Herning 2012: bronzo nel doppio.
Schwechat 2013: oro nel singolare e a squadre.
Lisbona 2014: argento a squadre.
Ekaterinburg 2015: oro nel singolare e argento a squadre.
- Giochi europei

Baku 2015: oro nel singolare.
- Coppa del mondo di tennistavolo

 2017 : oro nel singolare.